# الكسندر كوردا
الكسندر كوردا (بالإنجليزية: Alexander Korda) (و. 1893 – 1956 م) هو مخرج أفلام، ومنتج أفلام، وكاتب سيناريو من المملكة المتحدة، ومملكة المجر، والمملكة المتحدة لبريطانيا العظمى وأيرلندا، توفي في لندن، عن عمر يناهز 63 عاماً، بسبب نوبة قلبية.

## وصلات خارجية
- الكسندر كوردا على موقع IMDb (الإنجليزية)
- الكسندر كوردا على موقع الموسوعة البريطانية (الإنجليزية)
- الكسندر كوردا على موقع مونزينجر (الألمانية)
- الكسندر كوردا على موقع ألو سيني (الفرنسية)
- الكسندر كوردا على موقع تيرنر كلاسيك موفيز (الإنجليزية)
- الكسندر كوردا على موقع أول موفي (الإنجليزية)
- الكسندر كوردا على موقع قاعدة بيانات الأفلام السويدية (السويدية)
- الكسندر كوردا على موقع إن إن دي بي (الإنجليزية)
- الكسندر كوردا على موقع قاعدة بيانات الفيلم (الإنجليزية)
- الكسندر كوردا على موقع كينوبويسك (الروسية)